# Argiope chloreis
Argiope chloreis es una especie de araña araneomorfa género Argiope, familia Araneidae. Fue descrita científicamente por Thorell en 1877.
Habita en Malasia, Indonesia (Sumatra, Célebes).